# José Mourinho
José Mário dos Santos Mourinho Félix (Setúbal, 26 de enero de 1963) es un entrenador portugués de fútbol. Actualmente dirige al Fenerbahçe SK de la SüperLig de Turquía.
Tras formar parte de varios cuerpos técnicos de equipos de élite como entrenador asistente, debutó como primer entrenador en el Benfica, durante la temporada 2000-01. En julio de 2001 fichó por el Leiria, siendo contratado a mitad de temporada 2001-02 por el Oporto, club con el que fue campeón de Europa en 2004. En junio de 2004 hizo su primer desembarco en la Premier League, para liderar el proyecto multimillonario del Chelsea de Abramóvich, donde a lo largo de tres temporadas, colocó al club londinense en la élite de Inglaterra y Europa. En 2008 recaló en la Serie A, al fichar por un Inter de Milán, que buscaba trasladar a Europa su dominio nacional en Italia. Tras lograr el «Scudetto» en su primera temporada, en la segunda realizó su mejor temporada como técnico al lograr proclamarse campeón de Europa por segunda vez en su carrera y lograr el «triplete» («Scudetto», «Coppa» y Liga de Campeones).
Después de este éxito, fichó por el Real Madrid en mayo de 2010, permaneciendo en el club madridista tres temporadas, en las que logra Copa, Liga y Supercopa de España, y alcanzó tres semifinales consecutivas en Liga de Campeones. En junio de 2013, comenzó su segunda etapa como entrenador del Chelsea, en la que logró el título de Premier League en su segunda temporada y que finalizó mediado su tercer año, al ser destituido por los malos resultados. Desde mayo de 2016 hasta diciembre de 2018 dirigió a su segundo club en Inglaterra, el Manchester United, habiéndose generado un ambiente de gran expectación en la ciudad, por la coincidencia en el banquillo «Citizen» de Guardiola, con quien tuvo una gran rivalidad Barça-Real en España. Con los Red Devils ganó tres títulos, entre los cuales destaca una Liga Europa. Tras su paso por Manchester, dirigió al Tottenham Hotspur de la Premier League hasta el 19 de abril de 2021.
A nivel individual, ha sido distinguido por la FIFA como «mejor entrenador del mundo» en la primera edición del galardón de 2010, y designado en cuatro ocasiones por la IFFHS, como «mejor entrenador mundial de clubes» (2004, 2005, 2010 y 2012). Además, ostenta el récord de ser uno de los seis entrenadores que han logrado la Liga de Campeones con dos equipos distintos (Oporto e Inter de Milán). También es el único entrenador en ganar las tres competiciones europeas a nivel de clubes de la UEFA (Liga de Campeones, Liga Europa y Liga Europa Conferencia), así como uno de los cuatro únicos en ganar títulos europeos en tres décadas diferentes —junto a Giovanni Trapattoni, Alex Ferguson, Carlo Ancelotti y Pep Guardiola— y el tercero en llegar a seis finales de competiciones europeas tras Trapattoni y Ferguson.
Ocasionalmente realiza colaboraciones como periodista y/o comentarista deportivo, mientras que antes de su etapa como entrenador fue también jugador.
En adición a lo anterior, es importante indicar que Mourinho ha ganado títulos con seis equipos diferentes: Porto, Chelsea, Inter de Milán, Real Madrid, Manchester United y Roma. Del mismo modo, logró estos títulos en tres de las cinco Grandes Ligas (Inglaterra, Italia, España) faltándole Alemania y Francia; y en cuatro países: Portugal, Inglaterra, Italia, España.

## Trayectoria

### Primeros años
José Mourinho nació en Setúbal. Su padre fue José Manuel Mourinho Félix, quien en su juventud jugó al fútbol en la posición de portero y posteriormente fue entrenador de fútbol. Su madre se llama María Julia y trabajaba de profesora en una escuela en Portugal. Su entorno familiar se caracterizó por tener una gran tradición futbolística, pues en su infancia José Mourinho veía jugar a su padre como portero, además de que su abuelo fue presidente del club de fútbol Vitória de Setúbal. Desde pequeño, José mostró aptitudes para el manejo y la organización de un equipo de fútbol, pues fue desde una edad temprana que él hacía ya informes y expedientes para los juegos que dirigiría su padre.
Estudió en el ISEF (Instituto Superior de Educação Física), una escuela de educación física en Lisboa que hoy es la Faculdade de Motricidade Humana de la Universidad Técnica de Lisboa. Un poco antes de esa época, Mourinho tuvo un altercado con un maestro de matemáticas en la escuela media. Esto propició que tardase en graduarse, pues este incidente sucedió durante el último año de su educación media. José tuvo que dejar la escuela, pero regresó pronto para pasar el examen de matemáticas y completar el 12.º grado. Durante el lapso en que José no asistió a la escuela, su madre -que en realidad quería que él estudiara Administración en vez de Educación Física-, lo inscribió en una escuela privada de Administración. Sin embargo José notó desde el primer día que no tendría ningún futuro en esa profesión, y ese mismo día dejó la escuela de Administración. Se unió a su padre en Vila do Conde, donde este era el director técnico del Rio Ave. Al año siguiente Mourinho logró ingresar al ISEF. Cinco años después obtuvo el grado en Educación Física, con especialidad en Metodología en Deportes.
Mourinho completó el curso de la UEFA para director técnico de fútbol en Escocia, para luego regresar a Portugal para trabajar como entrenador en una escuela secundaria.
Posteriormente Mourinho dejó su trabajo como entrenador escolar al recibir una invitación para trabajar con el entrenador Manuel Fernández en Estrela de Amadora. En los años 90, regresó a su lugar de origen como asistente en el Vitória de Setúbal. Más tarde trabajó al lado de Bobby Robson. Con él se desempeñó como ayudante y traductor, primero en el Sporting de Lisboa y luego en el Oporto.
El portugués acompañó a Bobby Robson cuando este fichó por el Barcelona en 1996. Ejerció de segundo entrenador de Bobby Robson durante la temporada 1996/97 -la única del inglés en el banquillo azulgrana-, conquistando la Copa y Supercopa de España y la Recopa de Europa. La temporada 1997/98 Louis van Gaal relevó a Robson, pero Mourinho consiguió hacerse un hueco en el cuerpo técnico del nuevo entrenador, como encargado de realizar informes sobre los equipos rivales. Realizó esta tarea durante dos años, hasta que en noviembre de 1999, tras la marcha de Ronald Koeman, el portugués ocupó su puesto como segundo entrenador del equipo azulgrana. Es en esta época donde conoce a Josep Guardiola, que una década más tarde se convertiría en su mayor rival deportivo como entrenador. Tras haber conquistado dos Ligas, una Copa del Rey y una Supercopa de Europa, Louis van Gaal cerró en blanco la temporada 1999/2000, lo que le llevó a presentar la dimisión. Lorenzo Serra Ferrer asumió la dirección del equipo y prescindió de José Mourinho, que rescindió su contrato con el Barcelona en julio de 2000.

### S. L. Benfica y U. D. Leiria
Aunque nada más salir del Barcelona recibió una oferta de Bobby Robson para acompañarle en el banquillo del Newcastle United, Mourinho desestimó la propuesta, considerando que había terminado su ciclo como asistente de entrenador y regresó a Portugal para empezar su carrera como primer entrenador. Así, durante la temporada 2000-2001, se hizo cargo del Benfica, como sustituto de Jupp Heynckes en la cuarta jornada de la super liga portuguesa. Mourinho escogió a Carlos Mozer, un defensa retirado, como su asistente.
Durante la temporada, fue elegido un nuevo presidente, Manuel Vilarinho, quien tomó posesión con un nuevo proyecto para el equipo que incluía a otro mánager, Toni. Aunque Vilarinho no tenía la intención inmediata de echar a Mourinho, este decidió solicitar una extensión de contrato a la mitad de la temporada, pues el contrato firmado con João Vale e Azevedo, el anterior presidente, era solo de una temporada, con la posibilidad de extenderlo a cuatro años solo si Azevedo ganaba las elecciones. El nuevo presidente del Benfica rechazó la solicitud y Mourinho dejó el equipo —después de tan solo nueve jornadas dirigiendo al equipo— el 5 de diciembre de 2000.
Mourinho no volvió a dirigir a un equipo hasta la siguiente temporada. En 2001, su representante Jorge Baidek le consiguió el puesto de entrenador del Leiria para la temporada 2001-02, que llegó al quinto lugar de la tabla general a mitad de temporada, precisamente solo un puesto por debajo del Benfica. Mourinho nuevamente dejó al club que dirigía, en esta ocasión debido a una circunstancia muy distinta: una oferta para dirigir a uno de los clubes más importantes de la liga portuguesa.

### F. C. Porto
Mourinho fue el elegido en enero de 2002 por el Oporto para reemplazar a Octávio Machado como mánager. Debido a los malos resultados, la insatisfacción reinaba en el club, que estaba casi fuera de la lucha por el título de liga y al borde de no clasificarse para ninguna competición europea. Mourinho guio al Oporto hasta el tercer lugar de la tabla dirigiendo 15 partidos —11 triunfos, 2 empates y 2 derrotas— y prometió que el club ganaría el título el siguiente torneo.
Mourinho identificó rápidamente a los jugadores que podrían ser la espina dorsal de la alineación perfecta para el Oporto: Ricardo Carvalho, Costinha, Deco, Dmitri Alenichev y Postiga. Le devolvió el brazalete de capitán a Jorge Costa, quien se había ido cedido por seis meses al Charlton Athletic después de una disputa con Machado. Las contrataciones de ese verano incluyeron a Nuno Valente y Derlei del Leiria, Paulo Ferreira del Vitória Setúbal, Pedro Emanuel del Boavista y Edgaras Jankauskas y Maniche, quienes terminaban contrato en ese año con el Benfica —Maniche había estado incluso en las reservas de ese equipo—.
Durante la pretemporada, Mourinho publicó en el website del club los informes detallados de los entrenamientos del equipo, llenos de vocabulario formal. Por ejemplo, él se refirió a una práctica de jog de 20 km como un ejercicio aeróbico extendido. Mientras algunos se burlaban con desdén de esta acción, otros le alabaron por la innovación y por llevar un tratamiento más científico a las viejas formas de entrenamiento que se practicaban en Portugal. Uno de los aspectos más importantes para Mourinho en el Oporto era la presión que debía ejercer su equipo. Cuando iniciaba una línea ofensiva, él le llamaba «pressão alta» —en español, «presión alta»—. Las habilidades físicas y combativas de los defensores y los mediocampistas como Derlei, Maniche y Deco le permitieron al Oporto aplicar presión a las líneas ofensivas y forzar a los rivales a conceder la pelota o a probar los pases por mucho más tiempo.
En 2003, Mourinho ganó su primera Super Liga con un récord de 27 triunfos, 5 empates y 2 derrotas, con once puntos de diferencia sobre el Benfica. El equipo logró un total de 86 puntos de 102 posibles, lo cual era un récord para la Liga portuguesa desde la introducción de la regla de tres puntos por triunfo. Mourinho rompió el récord de 85 puntos logrado por el propio Oporto en la temporada 1996/97. También ganó la Copa Portuguesa contra su antiguo club, el Leiria, y la Copa de la UEFA en la final celebrada en mayo de 2003 en Sevilla contra el Celtic de Glasgow.
La siguiente temporada fue la más exitosa del Oporto, pues logró su título número 20 de la Super Liga portuguesa. El club logró un registro casi perfecto jugando de local, con ocho puntos de ventaja sobre su más cercano perseguidor y con solo una derrota ante el Gil Vicente. El Oporto aseguró el título cinco jornadas antes de que la temporada concluyera, mientras se mantenían compitiendo al mismo tiempo en la Liga de Campeones. El Oporto perdió la Copa de Portugal ante el Benfica en mayo de 2004, pero dos semanas después Mourinho ganó el trofeo más importante a nivel de clubes en Europa, la Liga de Campeones, con una victoria de 3-0 sobre el Mónaco en el Arena AufSchalke en Gelsenkirchen, Alemania. El club había eliminado anteriormente al Manchester United, al Olympique de Lyon y al Deportivo de La Coruña, y solo perdió un partido contra el Real Madrid en la fase de grupos.
Mientras Mourinho permanecía en el Oporto, fue vinculado con algunos de los grandes clubes europeos, incluyendo al Liverpool y al Chelsea. Mourinho declaró públicamente su preferencia por dirigir al Liverpool por encima del Chelsea afirmando que «el Liverpool es un equipo que interesa a cualquiera, y el Chelsea es un club que no me interesa tanto, pues es un proyecto naciente con mucho, demasiado dinero invertido. Creo que el Chelsea es un proyecto muy ambicioso pero frágil. Si el equipo no gana todo, entonces Abramovich podría retirarse y sacar todo su dinero del club. Es un proyecto incierto. Es muy interesante para un director técnico tener dinero para contratar a jugadores de gran calidad, pero nadie puede estar seguro de que semejante proyecto tendrá éxito».

### Chelsea F. C.

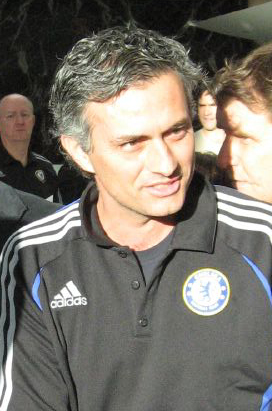
José Mourinho, durante su primera etapa en el Chelsea.

Mourinho llegó al Chelsea en junio de 2004, convirtiéndose en el director técnico mejor pagado en el mundo con un salario de 4,2 millones de £ al año. Un año después, renovó su contrato para ganar 5,2 millones de £ anuales.
El día de su presentación ante la prensa inglesa, el portugués ganó notoriedad por sus palabras: “Por favor, no me llamen arrogante, pero soy campeón europeo y pienso que soy un tipo especial”. Ante esto, los medios británicos comenzaron a llamarlo “The Special One”.
Mourinho reclutó a su equipo de trabajo proveniente del Oporto, que consistía en el asistente del director técnico Baltemer Brito, el director de asistencia física Rui Faria, el jefe de exploradores André Villas-Boas y el entrenador de porteros Silvino Louro. Mourinho retuvo los servicios de Steve Clarke, que ya trabajaba para el club en el área de formación de futbolistas, y que además ya se había desempeñado como asistente de entrenador años atrás. En lo que se refiere a los fichajes para esa temporada, Mourinho pidió muchos jugadores al igual que lo había hecho su predecesor, Claudio Ranieri, y con el consentimiento de Román Abramóvich, logró fichajes que alcanzaron los 70 millones de libras esterlinas en estrellas como Tiago Mendes (£10 millones) del Benfica, Didier Drogba (£24 millones) del Olympique de Marsella, Mateja Kezman (£5,4 millones) del PSV Eindhoven y del Oporto Ricardo Carvalho (£19,8 millones) y Paulo Ferreira (£13,3 millones).
Bajo el mando de Mourinho, el Chelsea logró desarrollar e imponer todo su potencial, cosa que el equipo de Londres no había conseguido la temporada anterior. Para principios de diciembre de 2004, el Chelsea se encontraba en la cima de la tabla de la Liga Premier y lograba avanzar a la segunda fase de la Liga de Campeones. Mourinho rápidamente obtuvo su primer trofeo al ganar la Copa de la Liga Inglesa, la Carling Cup, al batir al Liverpool por marcador de 3-2 en el estadio de Cardiff. Hacia el final del partido, Mourinho sufrió una llamada de atención por un juez de línea por incitar a los seguidores del Liverpool luego de que el Chelsea empatara el marcador.
El club se vistió de gala pues lograban obtener su primer título de la liga inglesa en 50 años, precisamente el año en que se conmemoraba el primer centenario del nacimiento del Chelsea. Además, el equipo lo hizo rompiendo varios récords, consiguiendo Mourinho el récord de puntos (95) con un equipo en la Premier. Sin embargo, la exitosa campaña se vio opacada ante la falta de la guinda del pastel: la Liga de Campeones de la UEFA. Aquel año el Chelsea tenía todo para obtener el preciado título, pero fue eliminado en la ronda de semifinales por el Liverpool (los eventuales campeones) por un polémico gol en los primeros minutos del partido de vuelta. El balón jamás rebasó la línea de meta, pero el árbitro dio la jugada por anotación.
Para el siguiente año, la temporada 2005-06, el Chelsea iguala el récord de victorias seguidas (9) en un inicio liguero en toda la historia de la liga inglesa, anteriormente conseguido por el Tottenham (60-61) y United (85-86). También consigue el récord de victorias seguidas del Chelsea en Stamford Bridge (11). De esta manera, encabezó la tabla de la Premier League la mayor parte del tiempo, pero no logró coronarse definitivamente hasta el partido contra uno de sus mayores rivales: el Manchester United. El equipo de Mourinho venció a los diablos rojos por marcador de 3-0. De este modo Mourinho obtenía el bicampeonato de la Premier League y el cuarto título de liga consecutivo. Después de la ceremonia de entrega de trofeos, Mourinho lanzó su medalla y su blazer hacía el público. Recibió una segunda medalla minutos después, pero la volvió a lanzar al público. Posteriormente dijo que lanzó la medalla porque era idéntica a la que había recibido el año anterior, que él no necesitaba otra, y por esa razón quiso compartirla con los seguidores del Chelsea. Las medallas y el blazer pronto estuvieron en subasta en eBay.
La temporada 2006-07 se caracterizó por las constantes especulaciones acerca de la posible salida del técnico portugués al concluir la temporada, debido a la ruptura con el dueño del club, el millonario ruso Roman Abramovich y por una lucha de poder con el director deportivo, el exinternacional danés Frank Arnesen. En una conferencia de prensa, Mourinho despejó las dudas respecto a su futuro en Stamford Bridge. Dijo que solo había dos formas para que él dejara el Chelsea: si el Chelsea no le ofrecía un nuevo contrato en junio de 2010, o si el Chelsea lo despedía.
A pesar de todas las turbulencias, Mourinho ganó nuevamente la Copa de la Liga (Carling Cup) venciendo al Arsenal en la final disputada en el Millenium Stadium. Sin embargo, el equipo no pudo retener el título de la Liga Premier. El Manchester United ganó de nuevo el título después de cuatro años. El equipo de Mourinho quedó en segundo lugar, perdiendo puntos debido a múltiples lesiones que dejaron a jugadores como John Terry, Petr Čech y Joe Cole varios meses inactivos. Pero la revancha llegó pronto, cuando ambos equipos se enfrentaron en la final de la FA Cup en la inauguración del nuevo estadio de Wembley. El Chelsea levantó la Copa al vencer al Manchester United por marcador de 1-0.
En la primera jornada de la siguiente temporada el Chelsea batió un nuevo récord en Inglaterra, el de mayor número de partidos sin perder en casa. El club logró imponer la marca de 64 juegos consecutivos sin derrota, destronando el récord del Liverpool impuesto entre 1978 y 1981. Sin embargo, el inicio de temporada no fue tan fuerte como los dos años anteriores. La plaga de lesiones, aunada a la combinación de tres malos resultados, una derrota ante el Aston Villa, un empate en casa con el Blackburn Rovers y un 1-1 con el modesto equipo noruego Rosenborg en la Liga de Campeones de la UEFA fueron el escenario en el que la salida de Mourinho se llevó a cabo.
Mourinho dejó inexplicablemente al Chelsea el 20 de septiembre de 2007, por “mutuo consentimiento” con la directiva del club. Muchos seguidores del Chelsea mostraron su desacuerdo ante tal situación. La forma en que el técnico portugués salió del club provocó innumerables historias que intentaron explicar la situación. A día de hoy se desconocen los motivos reales. El Chelsea nombró como nuevo técnico al israelí Avram Grant, que se desempeñaba como asistente de Mourinho, se dice que de modo impuesto por la directiva del Chelsea desde julio de 2007.
Mourinho se fue del Chelsea como el más exitoso mánager en la historia de ese club, ganando seis trofeos en tres años, y manteniendo al equipo casi invicto en los partidos jugados en casa, el estadio Stamford Bridge. Solo el Barcelona pudo ganar allí. Fue en la temporada 2005-06 cuando el conjunto azulgrana, que acabaría siendo campeón de Europa, ganó por 1-2 en los octavos de la Champions.

### F. C. Internazionale Milano

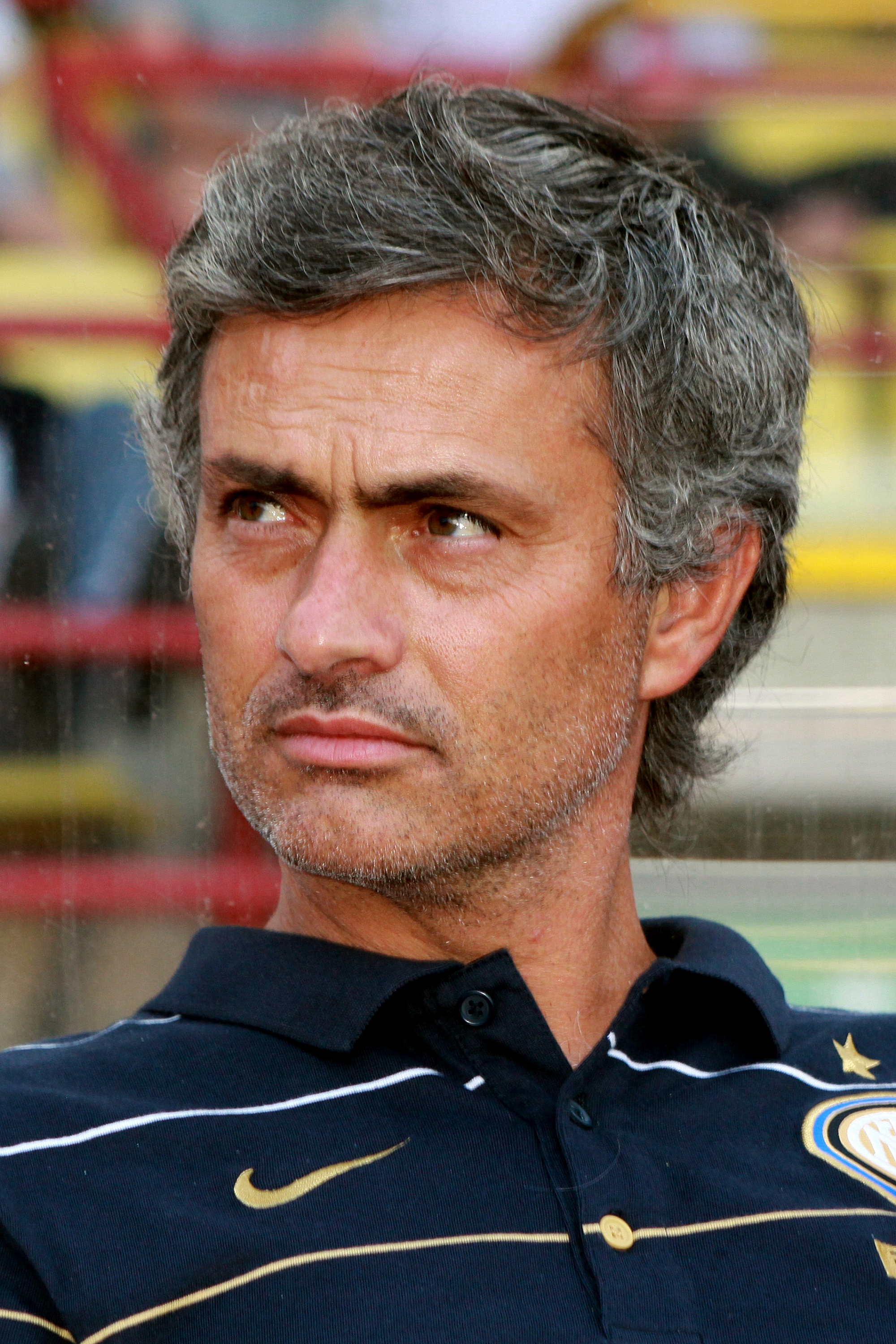
José Mourinho, durante su etapa en el Inter.

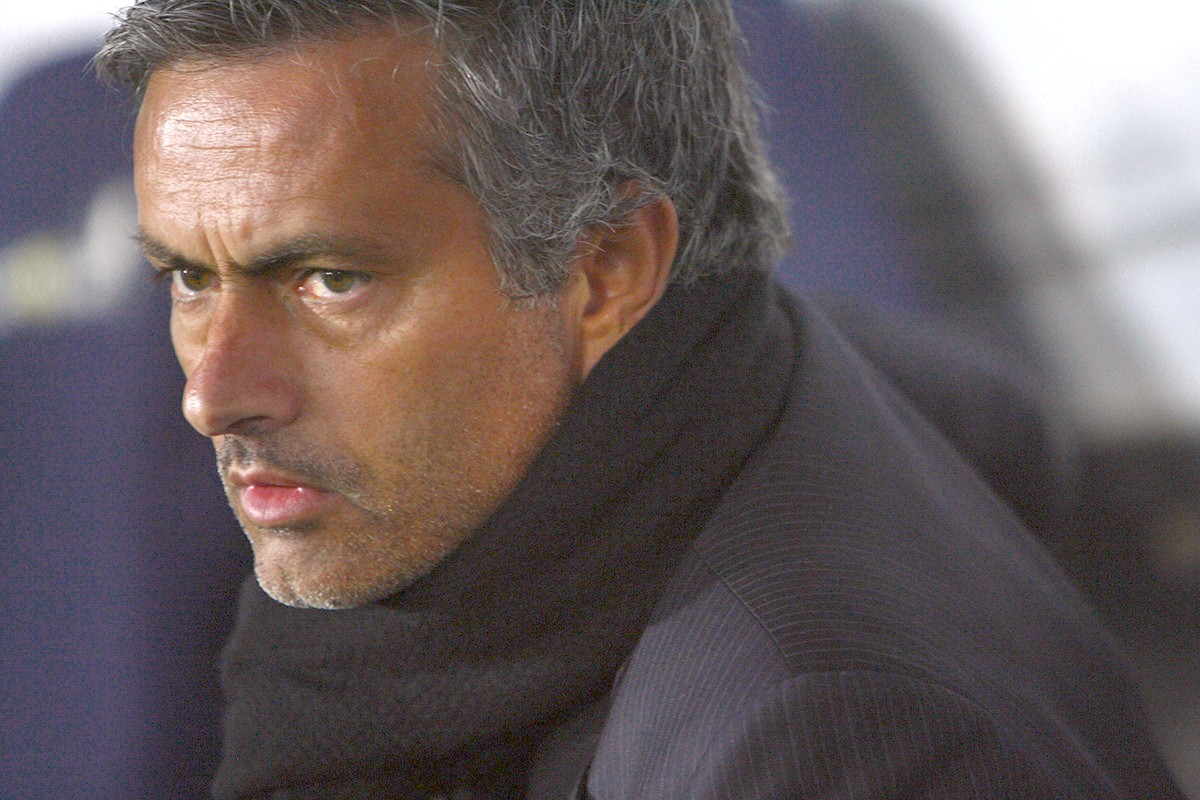
Mourinho con el Inter de Milán.

Tras un tiempo buscando equipo después de su despido del Chelsea, se le relacionaría con clubes como el Real Madrid, F. C. Barcelona, Valencia e Inter de Milán. Sin embargo, fue este último que se hizo con sus servicios en junio de 2008, fichando por tres temporadas a razón de 9 millones de euros cada una, desbancando así a Juande Ramos como el entrenador mejor pagado de Europa.
En principio, antes de ser elegido el entrenador del Inter, pretendía llevarse a varios jugadores que tuvo en el Chelsea, como Ricardo Carvalho, Frank Lampard y Didier Drogba, incluyendo a Deco, que en ese entonces pertenecía a las filas del F. C. Barcelona, con quien coincidió en las temporadas 2002-03 y 2003-04, ganando la Copa UEFA y la Copa de Europa, respectivamente.
El Inter se proclamó campeón de la Supercopa de Italia de 2008 contra la Roma y campeón de la Serie A 2008/09 con Mourinho en el banquillo. Además, José Mourinho haría triplete con esta squadra italiana en la temporada 2009/2010 al vencer el Scudetto de la Serie A, la Coppa Italia y la Liga de Campeones (tras eliminar al que era el actual campeón, el F. C. Barcelona, convirtiéndose en el primer entrenador en eliminar 2 veces a los azulgrana, igualado por Diego Simeone en 2016).
El 22 de mayo de 2010, minutos después de lograr la tercera Liga de Campeones de la historia del Inter, confirmó sus intenciones de marcharse al Real Madrid. El 26 de mayo, el presidente del Real Madrid Florentino Pérez, al tiempo que anunciaba la destitución de Manuel Pellegrini, confirmó que la intención del club era hacerse con los servicios de Mourinho.

### Real Madrid C. F.
El 28 de mayo de 2010 se hizo oficial el fichaje de José Mourinho por el Real Madrid por cuatro temporadas. El montante de la operación se cifró en 8 millones según algunas fuentes y en 16 según otras. La presentación se realizó el 31 de mayo.
El exfutbolista del club Aitor Karanka fue nombrado segundo entrenador.

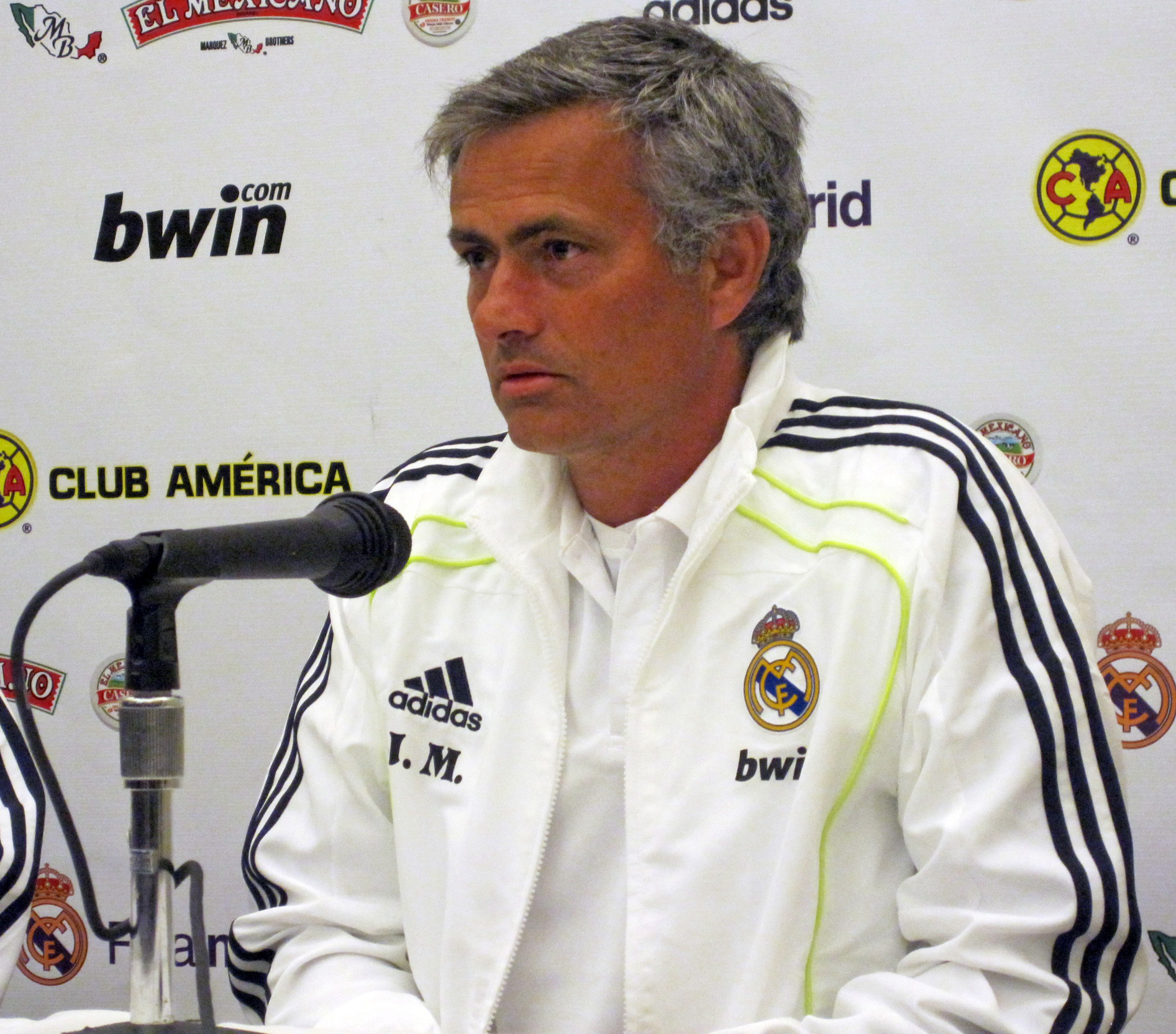
José Mourinho, durante su etapa en el Madrid.

La llegada de José Mourinho coincidió con la marcha de los dos iconos del equipo blanco en los anteriores quince años, Raúl y Guti. Mourinho estableció definitivamente a Cristiano Ronaldo como jugador franquicia del club blanco. El Real Madrid fichó entre otros a Mesut Özil y Sami Khedira, jugadores destacados de Alemania en el Mundial 2010, y al argentino Ángel Di María.
El equipo tenía problemas para anotar goles, comenzando con un 0-0 en Liga contra el Mallorca y tres jornadas después otro empate a cero ante el Levante. Se le preguntó por esta situación a lo que respondió: "Algún día un pobre rival pagará por las ocasiones que fallamos. El resultado será una goleada" El siguiente partido culminaría con un contundente 6-1 ante el Deportivo de La Coruña, luego un 1-4 ante el Málaga y de nuevo un 6-1 contra el Racing de Santander. El 30 de noviembre de 2010, Mourinho y el club son multados por provocar, presuntamente, dos expulsiones en el partido de la Liga de Campeones contra el Ajax con 40 000 euros.
Hasta el 29 de noviembre de 2010 su equipo se mantuvo imbatido durante 19 partidos, condición que perdió ese día al caer derrotado por 5-0 contra el Barcelona. De esta manera, Mourinho se convirtió en el segundo entrenador en la historia del Real Madrid en disputar más partidos oficiales sin perder desde el debut (19), superado por Fabio Capello (25). Fue el segundo entrenador con más puntos con el Madrid en sus primeros 15 partidos de la Liga (38), solamente superado por Juande Ramos (40). Fue el segundo entrenador con más puntos con el Madrid en sus primeros 17 partidos de la Liga (44), solo superado por Juande (46); y el primero junto con Guardiola en sus primeros 17 partidos en la liga española. Fue el segundo entrenador con más puntos con el Madrid en sus primeros 18 partidos de la Liga (47). El 2 de febrero de 2011 el Real Madrid se clasificó para la final de la Copa del Rey, tras vencer al Sevilla por un marcador global de tres goles a cero, cortando una racha de malos resultados del club merengue en dicha competición. También conseguiría romper la racha de siete años sin superar los octavos de final en la Champions League, eliminando al Olympique de Lyon por marcador global de 4-1. Se convertiría en el único entrenador en llevar a cuatro equipos diferentes a semifinales de la Champions League, cuando eliminó al Tottenham con un global de 5-0.
El 2 de abril de 2011 finalizó su racha como invicto en casa en Liga, que comenzó el 23 de febrero de 2002. El Sporting de Gijón, entrenado por Manolo Preciado (con el que mantuvo una fuerte polémica que derivó en un gran revuelo mediático) consiguió vencer en el Santiago Bernabéu por 0 goles a 1 gracias al tanto de Miguel de las Cuevas. Dicho resultado puso fin a sus más de nueve años sin derrotas como local en el campeonato de liga.
El 9 de abril, gana al Athletic Club en partido de Liga, consiguiendo Mourinho ser el tercer entrenador con más puntos ganados en sus primeros 31 partidos de Liga con el Madrid.
El 20 de abril de 2011, ganó su primer torneo oficial con el Real Madrid, derrotando al Barcelona por un marcador de 1-0 en la final de la Copa del Rey en el Estadio Mestalla de Valencia gracias a un gol anotado por el también portugués Cristiano Ronaldo en el minuto 104 de la prórroga. Así, Mourinho cortaba la sequía de títulos del Real Madrid, especialmente en esta competición en la cual el club blanco llevaba más de 15 años sin alzar el trofeo. También se convertía en el único entrenador en ganar la Copa Doméstica en cuatro países diferentes, y el segundo entrenador en la historia del fútbol que ganó títulos en España, Inglaterra e Italia tras Benítez.
El 23 de abril, gana al Valencia Club de Fútbol en partido de Liga, consiguiendo Mourinho ser el tercer entrenador con más puntos ganados en sus primeros 33 partidos en la Liga.
Apenas una semana después, el 27 de abril de 2011, el F. C. Barcelona ganó 0-2 al Real Madrid en el partido de ida de la semifinal de la Liga de Campeones de la UEFA en un partido marcado por la polémica arbitral, con diversos incidentes y en el que un jugador del Real Madrid y el propio Mourinho acabaron expulsados. En la rueda de prensa posterior al partido, el técnico realizó unas declaraciones en las que acusaba al rival y a su entrenador de recibir continuamente un trato de favor en los arbitrajes, orquestado por la UEFA. Fue expedientado por la UEFA, recibiendo una sanción de 5 partidos y 50 000 € de multa. El partido de vuelta terminó 1-1, de nuevo con mucha polémica arbitral y el Barcelona terminó alzando la Liga de Campeones.
El 21 de mayo, termina la temporada de liga 2010/11, siendo Mourinho el segundo entrenador con más puntos en sus primeros 38 partidos de Liga con el Madrid.
La siguiente temporada también empezó con polémica. En los últimos minutos de la vuelta de la Supercopa de España —disputada el 17 de agosto de 2011 y en la que el Real Madrid perdió por 3-2 frente al F. C. Barcelona, lo cual le costó el torneo tras un resultado global desfavorable de 5-4— protagonizó un incidente durante una tángana en la que se vieron envueltos los jugadores Marcelo, Özil y Villa, todos ellos expulsados: se acercó por detrás al segundo entrenador del equipo catalán Tito Vilanova, con el que había mantenido disputas durante todo el encuentro y le metió un dedo en el ojo, a lo que Tito respondió propinándole una colleja también por detrás.
El 7 de diciembre de 2011, el Real Madrid derrotó al Ajax con un marcador de 3-0. Con este partido se llegó a la conclusión de la fase de grupos de la Liga de Campeones con seis victorias. De esta manera, José Mourinho consiguió que el Real Madrid se convirtiera en el quinto equipo en la historia de la Liga de Campeones en conseguir el pleno de victorias en la fase de grupos.
El equipo fue eliminado en cuartos de final de la Copa del Rey por el Barcelona, pero esta vez, dando una imagen mejorada y mereciendo incluso más en el 2-2 de la vuelta en el Camp Nou. Mientras que en la Liga de Campeones volvió a llegar a las semifinales, cayendo en la tanda de penaltis ante el Bayern de Múnich. Sin embargo, tras ganar 1-2 en el Camp Nou a falta de 4 jornadas, demostrando que aquel equipo ya estaba por encima del temido Barça de Guardiola, el Real Madrid ganó la Liga 4 años después tras imponerse por 0-3 en el mítico San Mamés. La Liga fue bautizada como "La Liga de los récords" al conseguirse sumando 100 puntos y 121 goles, récords momentáneos de la competición.
Mourinho logró así alzarse con la Liga Española y completar su póker de ligas europeas (Portugal, Inglaterra, Italia y España). El 22 de mayo de 2012 se anunció su renovación con el Real Madrid hasta 2016.
Su tercera temporada en el club blanco arrancó ganando la Supercopa de España el 29 de agosto de 2012, al Barcelona con un resultado global de 4-4, ganando por la regla del gol de visitante (3-2 en la ida y 2-1 en la vuelta jugada en el Bernabéu). Con este título, se convierte en el único entrenador que consigue la Triple Corona (Liga, Copa y Supercopa) en cuatro países diferentes (Portugal, Inglaterra, Italia y España) y con cuatro equipos distintos (Oporto, Chelsea, Inter de Milán y Real Madrid). Además, el verano estuvo marcado por el fichaje del internacional croata Luka Modrić.
El 3 de noviembre de 2012, en la décima jornada de liga, se convierte en el técnico que menos partidos ha necesitado (133) para llegar a 100 victorias en toda la historia del Real Madrid, y el 5.º entrenador del Madrid que llega a 100 victorias oficiales junto con Miguel Muñoz, Beenhakker, Molowny y Del Bosque. También consigue ser el entrenador que menos partidos necesita para sumar 100 victorias en la historia del fútbol español, superando a Guardiola (139 partidos).
El 11 de noviembre, en el partido de liga en el Ciudad de Valencia, con 87 partidos en la Primera División, alcanza los 250 goles en liga, convirtiéndose en el quinto técnico en la historia del club que llega a esta cifra, siendo también el que mejor porcentaje de tantos por partido tiene en este grupo de cinco técnicos. En la jornada siguiente, el Real Madrid de Mourinho supera los 150 goles en Liga en el Santiago Bernabéu, teniendo la mejor media goleadora de los entrenadores del Real Madrid con más de 100 tantos en el Bernabéu.
El 21 de noviembre, en el encuentro contra el Manchester City de la fase de grupos de la Liga de Campeones, Mourinho llega a los 100 partidos en la Champions League, siendo el quinto entrenador en ser centenario y el técnico más joven en conseguirlo (49 años), superando a Ancelotti (51 años). En este tiempo se ha enfrentado a 33 equipos, siendo contra el Barcelona ante el que más veces se ha medido (12 partidos). En este partido, jugado como visitante en el Etihad Stadium, el Real Madrid se convierte en el primer equipo en toda la historia de la Champions que marca en más encuentros consecutivos como visitante (15), superando el récord conseguido por el Barcelona, Bayern de Múnich y Chelsea (14).
El 27 de noviembre, en el partido de vuelta de dieciseisavos de la Copa ante el Alcoyano, Mourinho alcanzó las 400 victorias oficiales en su carrera deportiva.
El 1 de diciembre de 2012, en el partido de liga contra el Atlético de Madrid, Mourinho se convierte en el primer técnico en toda la historia del derbi madrileño que consigue siete victorias consecutivas, superando a Bru que consiguió cinco triunfos consecutivos. Con esta victoria, el Real Madrid alcanza la mejor racha histórica de victorias consecutivas (9) en el derbi. En la jornada siguiente, en la victoria contra el Valladolid en el José Zorrilla, Mourinho se convierte en el segundo entrenador de la historia del Real Madrid con más victorias fuera de casa en Liga (33), superando a Del Bosque (32) y solo por detrás de Miguel Muñoz (91).
El 22 de diciembre de 2012, en el encuentro de liga contra el Málaga, Mourinho alcanzó 400 partidos como técnico de Primera División, con un balance de 282 victorias, 79 empates y 39 derrotas.
El 9 de enero de 2013, consigue eliminar al Celta en octavos de la Copa del Rey, superando Mourinho los octavos de Copa por novena vez en diez eliminatorias que ha disputado, no cayendo en esta ronda desde la temporada 2004-05 contra el Newcastle dirigiendo al Chelsea. En este partido, consigue la victoria 108 con el Real Madrid, superando a Molowny (107), convirtiéndose en el cuarto técnico con más triunfos oficiales en el club, teniendo por delante a Beenhakker (121), Del Bosque (133) y Miguel Muñoz (357).
El 15 de enero, en el partido de ida de cuartos de la Copa contra el Valencia, Mourinho llega a los 600 partidos como entrenador, con un balance de 406 partidos ganados, 119 empatados y 75 perdidos. En este partido, el Real Madrid de Mourinho llega a los 400 goles oficiales, siendo la primera vez que llega con un club a esta cifra. Cinco días más tarde, en el partido de liga contra el Valencia en Mestalla, Mourinho llega a los 150 partidos oficiales con el Real Madrid.
El 13 de febrero, en el encuentro de ida de octavos de la Champions contra el Manchester United jugado en el Bernabéu, el Real Madrid empata el partido (1-1), siguiendo Mourinho invicto como local ante los equipos ingleses en Champions (5 triunfos y 4 empates). El Madrid certificaría el pase con su prestigiosa victoria en Old Trafford por 1-2.
El 17 de febrero, Mourinho alcanza ante el Rayo Vallecano los 100 partidos de Liga con el Real Madrid, con un balance de 76 victorias, 13 empates y 11 derrotas, haciendo los mejores números de un técnico del Real Madrid tras sus 100 primeros partidos de Liga (el más cercano es Miguel Muñoz con 72 triunfos, 13 empates y 15 derrotas). Con esta victoria se convierte en el cuarto entrenador del club con más victorias en esta competición, siendo superado por Del Bosque (84). También es el sexto técnico con más partido en Liga con el Madrid, siendo superado por Miljanic (103). Es además la segunda vez en su carrera como entrenador que alcanza el centenar de encuentros en un campeonato, habiendo dirigido en el Chelsea 120.
El 26 de febrero, el Real Madrid gana 1-3 en el Camp Nou con un partido excelente y elimina al Barcelona en las semifinales de Copa por un resultado global de 4-2, llegando Mourinho a su segunda final de Copa con el Madrid. En este partido, el Real Madrid llega a 19 encuentros consecutivos anotando en Copa del Rey, igualando la tercera mejor racha del club. Cuatro días más tarde, en el partido de liga en el Bernabéu, gana al Barcelona jugando como local, no ocurriendo en Liga desde 2008. El resultado tiene todavía más impacto debido a la alta cantidad de canteranos y habituales suplentes en el once blanco. Con esta victoria, consigue ganar dos clásicos consecutivos, hecho que no ocurría desde la temporada 2007-08.
El 10 de marzo, en el encuentro de liga contra el Celta de Vigo, Mourinho igualó los 103 partidos de Miljanic en esta competición, llegando a ser el quinto entrenador por números de partidos en Liga en la historia del Real Madrid. También tiene el mejor porcentaje de victorias totales (76%) y a domicilio (68%), superando a Beenhakker (64% y 44% respectivamente). Con la victoria en este partido, consigue con el Real Madrid ganar a 23 equipos diferentes de la Liga a domicilio, siendo el segundo entrenador de la historia del club tras Miguel Muñoz, que consiguió ganar como visitante a 29 rivales.
El 30 de marzo, empata contra el Zaragoza, encadenando el Real Madrid cuatro años consecutivos invicto en marzo, tres de ellos con Mourinho en el banquillo.
El 3 de abril, gana el partido de Champions contra el Galatasaray por un resultado de 3-0, llevando el Madrid 22 partidos seguidos marcando en Champions League, igualando la segunda mejor racha de la historia de la Liga de Campeones.
Tres días después, el Real Madrid de Mourinho alcanza los 300 goles en Liga, habiéndolo conseguido en 106 partidos. En este encuentro, Mourinho iguala a Beenhakker con 121 victorias oficiales en el Real Madrid, siendo superado por Del Bosque y Muñoz.
El 9 de abril, se clasifica para las semifinales de la Champions al eliminar al Galatasaray por un resultado global de 5-3. Con esta clasificación, el Real Madrid de Mourinho encadena tres semifinales consecutivas de la Liga de campeones, solamente conseguido antes en el club por el Madrid de Di Stéfano, la Quinta del Buitre y los Galácticos. De esta manera, Mourinho ha superado todas las eliminatorias de cuartos de final de la Champions que ha disputado. También, consigue alcanzar su séptima semifinal de la Champions League, siendo junto a Ferguson, el técnico que más veces ha llegado a esta ronda en la historia de la Copa de Europa.
El 20 de abril, con los tres goles marcado ante el Betis en partido de Liga, el Madrid de Mourinho supera los 450 goles oficiales, siendo el equipo más goleador entre los que él ha entrenado. Una semana después, el Real Madrid gana al Atlético de Madrid en partido de liga, convirtiéndose Mourinho en el primer entrenador en la historia del Madrid que encadena cuatro victorias seguidas en el campo del Atleti.
El 30 de abril, el Madrid de Mourinho es eliminado por tercera temporada consecutiva en las semifinales de la Liga de Campeones, esta vez ante el Borussia Dortmund, por un resultado global de 4-3. En este partido, en el que consigue la victoria por un 2-0 (quedándose a un gol de la remontada), Mourinho consigue llegar a 125 partidos ganados con el Real Madrid, siendo con este club el que más victorias ha conseguido en su carrera como entrenador. Sin embargo, el 4-1 de la ida resulta definitivo y vuelve a dejar al Madrid sin la ansiada Champions
El 4 de mayo, gana al Valladolid por 4-3 en partido de liga, consiguiendo el Real Madrid de Mourinho ser el segundo en la historia del club en Liga en goles marcados en casa. También, con la victoria en este partido, consigue ser el tercer entrenador con más partidos ganados en el campeonato en la historia del Madrid. Un empate ante el RCD Español el 11 de mayo dejó matemáticamente al Real Madrid sin opciones de ganar la Liga, que fue para el Barcelona.
El 17 de mayo, pierde la final de Copa contra el Atlético de Madrid, jugada en el Santiago Bernabéu, por un resultado tras la prórroga de 1-2 (1-1 en tiempo reglamentario). Así, Mourinho cierra su tercera temporada en el equipo blanco con una Supercopa de España como balance, en lo que el técnico portugués considera la peor campaña de su carrera.
Tras las constantes disputas con la prensa y algunos jugadores como Iker Casillas que no aceptaron algunas decisiones del técnico en su tercera temporada, el 20 de mayo de 2013, Florentino Pérez anuncia, "de mutuo acuerdo", la salida de Mourinho del Real Madrid al finalizar la presente temporada, poniendo fin a una etapa de tres campañas con tres títulos como botín y la sensación de haber devuelto al Madrid al lugar donde le corresponde por historia, tanto en la Champions como respecto al Barcelona.
El 1 de junio, gana el partido de Liga contra el Osasuna por un resultado de 4-2, siendo el último encuentro como entrenador del Madrid. En este partido, supera los cien goles en Liga, siendo la tercera temporada consecutiva que se consigue este registro con Mourinho como entrenador.

### Chelsea F. C. (segunda etapa)

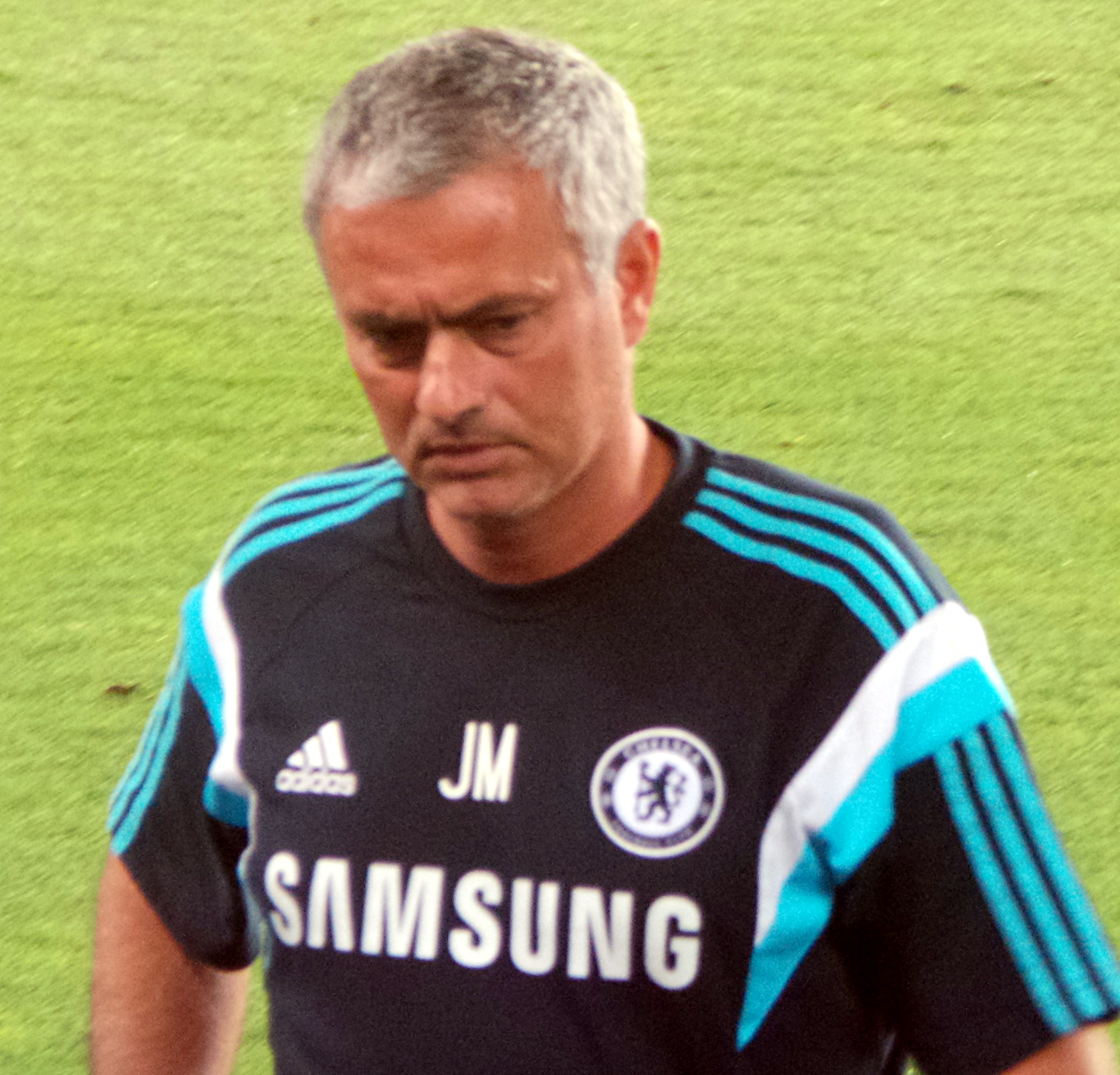
Mourinho en 2014.

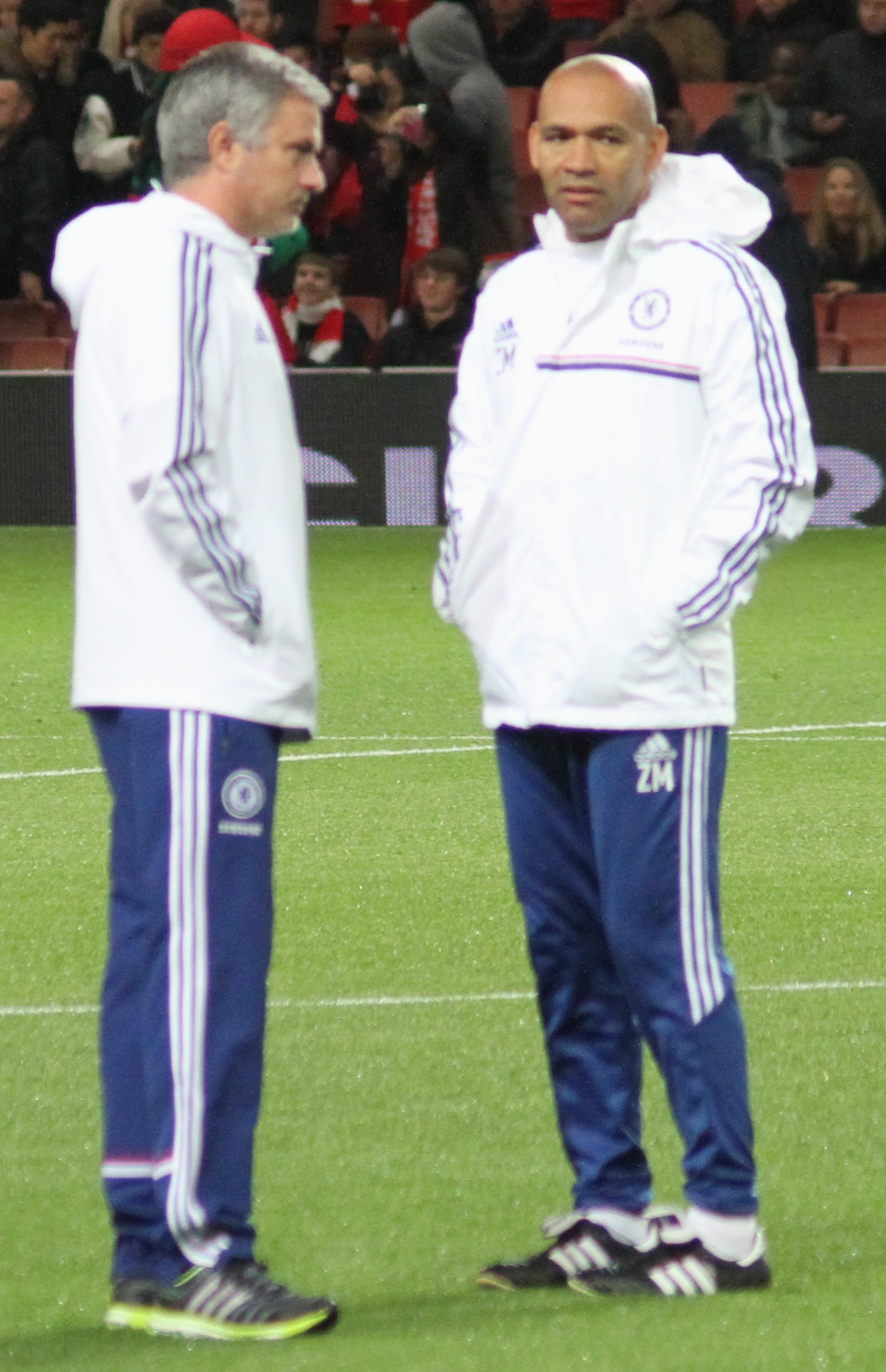
Mourinho (izquierda) con José Morais.

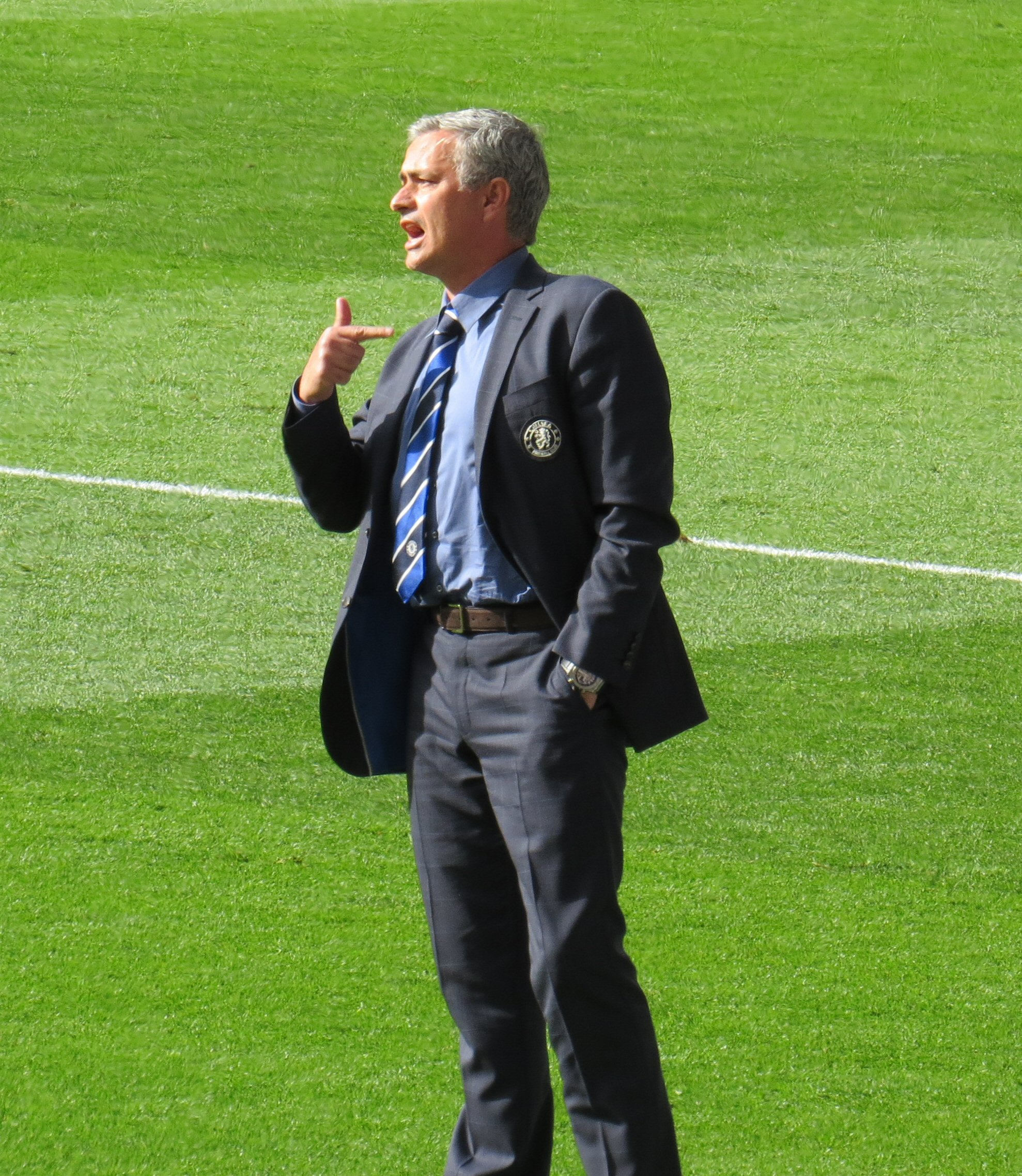
José Mourinho en Stamford Bridge en octubre de 2014.

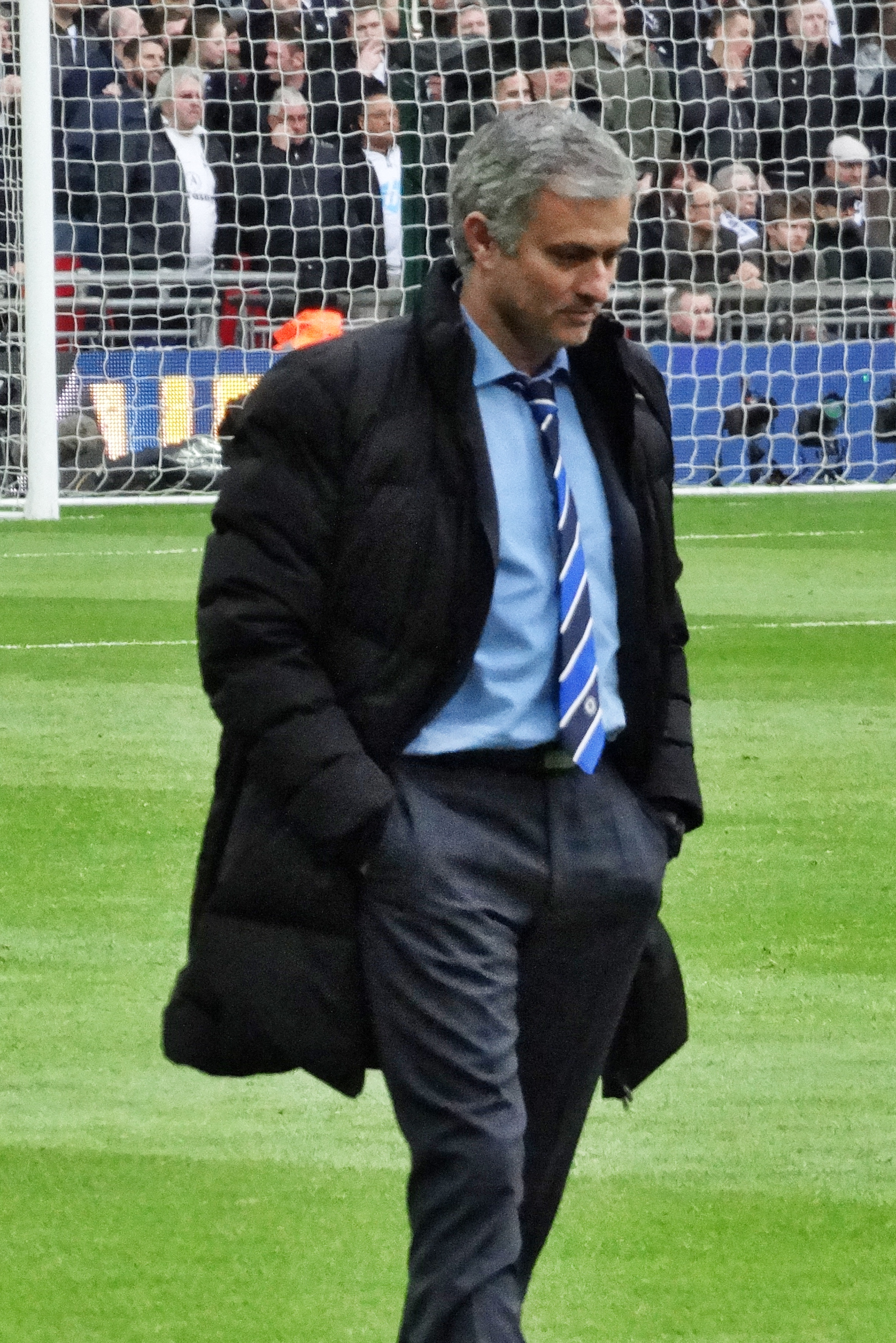
Mourinho con el Chelsea en 2015.

Seis años después de su marcha, el 3 de junio de 2013, el Chelsea confirmó el regreso de Mourinho al equipo blue como nuevo técnico para las siguientes cuatro temporadas. En su presentación, se apodó como "The Happy One", por su felicidad al ser la primera vez que llegaba a un club al que ya amaba.
El 18 de agosto de 2013, el Chelsea juega el primer partido oficial de la temporada, contra el Hull City, en partido de liga jugando de local (2-0). Con la victoria en este encuentro, Mourinho llega a 61 partidos con el Chelsea como local sin perder en la liga inglesa (47 victorias y 14 empates); habiendo disputado en total en Stamford Bridge 94 partidos oficiales (71 victorias, 22 empates y 1 derrota).
El 30 de agosto, pierde la Supercopa de Europa contra el Bayern de Múnich en la tanda de penaltis, al acabar el partido empatado 2-2. Para Mourinho, era la segunda vez que disputaba la Supercopa, habiendo sido en la primera derrotado.
El 22 de octubre, gana al equipo alemán Schalke 04 en partido de Champions jugando como visitante, consiguiendo Mourinho su primer triunfo oficial en Alemania como entrenador. Cinco días después, el Chelsea de Mourinho disputa contra el Manchester City el partido 65 en Stamford Bridge en Liga, sin conocer la derrota como local en la liga inglesa (51 ganados y 14 empatados).
El 29 de octubre, en el partido de la Copa de la liga inglesa disputado contra el Arsenal, Mourinho llega a los 200 partidos oficiales con el Chelsea, con un balance de 134 victorias, 43 empates y 23 derrotas.
El 9 de noviembre, en el partido de liga contra el West Bromwich Albion, Mourinho llega a los 100 partidos oficiales en Stamford Bridge con un balance de 75 victorias, 23 empates y 2 derrotas (ambas en Champions).
El 14 de diciembre, gana 2-1 al Crystal Palace en partido de liga en Stamford Bridge, consiguiendo Mourinho estar invicto como local en competiciones nacionales inglesas (83 partidos, 68 en la Premier). Tres días después, es eliminado en cuartos de final de la Copa de la liga por el Sunderland, perdiendo el partido por 2-1 en la prórroga, siendo la primera derrota de Mourinho en la Copa de la Liga de Inglaterra.
El 23 de diciembre, empata contra el Arsenal, siendo para Mourinho el décimo partido jugado contra los Gunners sin haber perdido nunca.
El 19 de enero de 2014, con la victoria contra el Manchester United en la liga, Mourinho llega a las 100 victorias en la Premier League,
siendo el entrenador que menos partido necesitó (142) para lograr 100 victorias en toda la historia de la liga inglesa, superando a Ferguson (162). Mourinho es el sexto entrenador que llega a 100 partidos ganados en Premier League con el mismo club tras Ferguson, Wenger, Moyes, Benítez y Houllier.
El 11 de febrero, con el empate contra el West Bromwich Albion, el Chelsea de Mourinho llega a los 400 goles oficiales. Cuatro días después, es eliminado en octavos de final de la Copa por el Manchester City, perdiendo el partido por 2-0.
El 22 de febrero, con la victoria por 1-0 contra el Everton, Mourinho llega con el Chelsea a 150 victorias oficiales y a 90 partidos invictos en Stamford Bridge en competiciones nacionales inglesas.
El 18 de marzo, gana por un resultado global de 3-1 al Galatasaray de Roberto Mancini en octavos de Champions, siendo el tercer entrenador que llega a cuartos de final de la Liga de Campeones en 5 temporadas seguidas, tras Ferguson y Ancelotti. Cuatro días después, gana al Arsenal de su rival Wenger, con el cual siempre ha mantenido un duro cruce de declaraciones, por 6-0 en partido de liga, siendo para Mourinho el undécimo partido jugado contra ellos sin haber conocido la derrota (6 ganados y 5 empatados). En este partido, también consigue Mourinho el resultado más alto en cualquier partido entrenando al Chelsea.
El 8 de abril, elimina al París Saint-Germain en cuartos de final de la champions remontando con un gol agónico de Demba Ba el 3-1 de la ida. El resultado global es de 3-3, siendo para Mourinho el quinto año consecutivo en acceder a semifinales de la Liga de Campeones. También consigue llegar a 9 semifinales en competición europea (8 de ellas en la Champions).
El 19 de abril, el Chelsea pierde contra el Sunderland por 1-2 en Stamford Bridge, siendo esta la primera derrota como local de Mourinho dirigiendo al conjunto blue en la Premier League y la tercera en total, dejando la liga casi imposible. El Chelsea logra ganar la siguiente jornada en Anfield, campo del líder, 0-2 al Liverpool y deja la liga en bandeja del Manchester City. De esta manera el Chelsea pierde una liga en la cual ha ganado ambos partidos a sus dos rivales por el título, demostrando el potencial del equipo y evidenciado los problemas que presenta el equipo ante los equipos más débiles.
Once días después, el 30 de abril, el Chelsea es eliminado de la Liga de Campeones de la UEFA tras una derrota por 1-3 contra el Atlético de Madrid en Stamford Bridge (0-0 en el Vicente Calderón), siendo la cuarta ocasión consecutiva en la que un equipo de Mourinho cae en semifinales de dicha competición.
El 18 de agosto, dio comienzo una nueva temporada (2014/15), en el que ganó el primer partido de liga jugado contra el Burnley. Con la victoria en este partido, Mourinho siempre ha ganado en la primera jornada de Liga como entrenador del Chelsea (6 ganados), y nunca ha perdido en la primera jornada de liga con ninguno de sus equipos (8 victorias y 6 empates).
El 30 de agosto, gana al Everton 3-6 en partido de liga jugado en el Goodison Park. En este encuentro, el Chelsea marca 2 goles en los 3 primeros minutos de partido por primera vez en toda la historia de la Premier League, convirtiéndose también en el segundo visitante que marca 6 goles en Goodison Park en la historia de la liga inglesa.
El 27 de septiembre, gana al Aston Villa por 3-0, siendo este partido el 250 de Mourinho con el Chelsea, teniendo el mayor porcentaje de victorias con el club de la historia de los entrenadores del Chelsea. En este partido, también consigue llegar a la victoria 165 con el club, superando a Dave Sexton (164) y solo superado por David Calderhead (385).
El 5 de octubre, gana al Arsenal de Wenger, en el duodécimo partido contra él, sin haber perdido nunca (7 victorias y 5 empates).
El 21 de octubre, gana al Maribor en Champions league por 6-0, siendo la mayor victoria del Chelsea en competición europea desde el 1997 (7-1 al Tromsø en la Recopa). Cinco días más tarde, empata contra el United 1-1 en liga como visitante, siendo Old Trafford el estadio en el que más veces ha ganado Mourinho (4), junto a Mestalla, White Hart Lane y Craven Cottage. Con este resultado, llega al gol 1000 en Liga los equipos de Mourinho (219 Portugal, 310 Inglaterra, 145 Italia y 326 España).
El 28 de octubre, en el partido de copa de la liga inglesa contra el Shrewsbury Town, Mourinho llega a los 700 partidos como entrenador, con un balance de 471 ganados, 138 empatados y 91 perdidos.
El 8 de noviembre, gana al Liverpool en partido de liga. Con esta victoria, el Chelsea no sumaba más de 9 victorias y 0 derrotas en las 11 primeras jornadas de Liga desde el 2005 y prolonga la imbatibilidad desde el inicio de la temporada a 17 partidos en todas las competiciones, récord del club.
El 25 de noviembre, gana al Schalke 04 como visitante por 0-5 en Champions league, no ganando el Chelsea por 5 o más goles fuera de casa en Champions desde el 1999 al Galatasaray.
El 24 de enero de 2015, es eliminado en dieciseisavos de final de la Copa por el Bradford City. Tres días más tarde, elimina al Liverpool en las semifinales de la Copa de la Liga por un resultado global de 2-1, siendo la primera vez que el Chelsea enlaza 7 partidos seguidos sin perder contra el Liverpool.
El 1 de marzo, gana la Copa de la Liga al Tottenham por un resultado de 2-0. Con este, Mourinho llega a los 21 títulos en 727 partidos oficiales. Tres días más tarde, gana al West Ham en liga por 0-1, llegando Mourinho con el Chelsea a 100 partidos en Liga de 185 con la portería a cero.
El 11 de marzo, es eliminado en octavos de final de la Champions por el París Saint-Germain.
El 3 de mayo, gana su tercera Premier League y octava Liga, la primera en su segunda etapa blue y la primera para el club en 5 años. Con este, Mourinho llega a los 22 títulos.
El 2 de agosto, dio comienzo una nueva temporada (2015/16), en la que pierde la Community Shield.
El 7 de agosto, renueva con el Chelsea hasta 2019. Un día después, empieza la liga con un resultado de 2-2, siendo el entrenador con mejor rendimiento de la historia de la Premier League.
El 23 de agosto, en el partido West Brom-Chelsea (2-3), Mourinho alcanza los 300 partidos con el Chelsea, con un balance de 196 ganados, 65 empatados y 39 perdidos. También llega a los 100 partidos fuera de casa en Premier League, con un balance de 61 ganados, 20 empatados y 19 perdidos.
El 29 de agosto, en el partido Chelsea-Crystal Palace (1-2), alcanza el partido 200 en la Premier League, con un balance de 137 ganados, 42 empatados y 21 perdidos. También llega al partido 100 en casa en la Premier, con 76 ganados, 22 empatados y 2 perdidos.
El equipo blue comenzó la Premier League 2015-16 con 8 puntos en los 7 primeros partidos, su peor arranque desde la temporada 2000-01.
El 17 de octubre, gana 2-0 al Aston Villa, consiguiendo Mourinho la victoria 200 con el Chelsea en 309 partidos.
El 27 de octubre, es eliminado en octavos de la Copa de la Liga de Inglaterra, en la tanda de penaltis, contra el Stoke City tras empatar 1-1.
Finalmente, Mourinho abandonó el Chelsea el 17 de diciembre de 2015, dejando al equipo como 16.º clasificado en la Premier League.

### Manchester United F. C.
El 27 de mayo de 2016 firmó un contrato por tres temporadas como técnico del Manchester United.
El 7 de agosto el Manchester United jugó el primer partido oficial de la temporada, logrando la Community Shield tras derrotar al Leicester City por 2-1 en Wembley, siendo este el primer título de Mourinho con el United. Con este, Mourinho llega a los 23 títulos.
El 27 de agosto gana al Hull City, siendo Mourinho el primer entrenador de la historia del club en ganar sus primeros cuatro partidos competitivos.
El 26 de octubre gana al Manchester City de Guardiola en partido de copa de la liga inglesa, avanzando a cuartos de final. Con esta victoria, 3 de los 4 partidos ganado por Mourinho a Guardiola han sido en partidos de competiciones de Copa.
El 30 de noviembre gana al West Ham en partido de copa de la liga inglesa, avanzando a semifinales, no llegando a esta ronda el Manchester desde la 2013/14. Con esta victoria, Mourinho no conoce la derrota en cuartos de final, habiendo jugado 5 partidos (4 victorias y 1 empate).
El 26 de enero de 2017, día de su cumpleaños número 54, avanza a la final de la copa de la liga inglesa, siendo la cuarta final para Mourinho, no llegando a la final el Manchester desde la 2009/10. En este encuentro, Mourinho llega a los 800 partidos (526 ganados, 162 empatados y 112 perdidos). La final se jugó el 26 de febrero, la cual finalmente ganó el Manchester United tras derrotar al Southampton 3-2 en el estadio de Wembley, ganando así Mourinho su título número 24 como entrenador.
El 13 de marzo de 2017, el Manchester es eliminado en cuartos de final de la copa por el Chelsea, por un resultado adverso de 1-0.
El 24 de mayo de 2017, el Manchester United se consagraría como campeón del torneo que le faltaba, la UEFA Europa League, tras vencer 2-0 en Solna al Ajax y así sellar su clasificación para la próxima edición de la UEFA Champions League, que era el objetivo principal de los red devils.
Sin embargo, en su segunda temporada en el banquillo de Old Trafford, no pudo ganar títulos, siendo subcampeón de la Premier League, a 19 puntos del líder.
El 18 de diciembre de 2018 el Manchester United anunció el despido de Mourinho como entrenador del club debido a los malos resultados cosechados a lo largo de la temporada y las malas relaciones con algunos jugadores de la plantilla.
Sky Sports
El 11 de agosto de 2019 se unió a la cadena de comentaristas Sky Sports. Se estrenó en el partido del Chelsea vs Manchester United (casualmente dos equipos entrenados anteriormente por el luso), que acabó en victoria 4-0 para el conjunto red.

### Tottenham Hotspur
El 20 de noviembre de 2019, firmó un contrato como técnico del Tottenham Hotspur por tres temporadas y media, en sustitución de Mauricio Pochettino. Pese a un buen comienzo, con 5 victorias en los primeros 7 partidos de Premier, el equipo dirigido por el técnico portugués se abonó a la irregularidad, siendo eliminado por el Norwich en la quinta ronda de la FA Cup 2019-20 en la tanda de penaltis tras empatar 1-1 en el tiempo reglamentario y siendo superado claramente por el Leipzig por un 4-0 en el global en los octavos de final de la Champions. Finalmente, una mejora al final de temporada le sirvió al equipo para asegurarse la sexta plaza y, por ello, la clasificación a la Europa League.
El 19 de abril de 2021 fue destituido como entrenador de los "Spurs", que en aquel momento ocupaban la 7.ª posición en la Premier League, habían sido eliminados en octavos de final de la Europa League y habían llegado a la final de la Copa de la Liga.

### AS Roma
El 4 de mayo de 2021, se confirmó como entrenador de la Associazione Sportiva Roma para la temporada 2021-22, con un contrato de tres años de duración. El día 12 de septiembre, con la disputa de la tercera jornada, sumó su partido número mil como entrenador. El encuentro, disputado frente a la Unione Sportiva Sassuolo Calcio se saldó con una victoria por 2-1 que colocó al equipo romano como líder provisional del campeonato junto a la Associazione Calcio Milan y Società Sportiva Calcio Napoli.
El 13 de septiembre de 2021 celebraba su partido número 1000 sentado en los banquillos con una victoria de su equipo por 2:1 frente al Sassuolo en el estadio Olímpico.
El 5 de mayo de 2022, se convierte en el primer director técnico europeo, en llegar a 3 finales distintas de las 3 principales competencias europeas: UEFA Champions League, UEFA Europa League y Liga Europa Conferencia de la UEFA.
El 25 de mayo de 2022, ganó la Liga Europa Conferencia de la UEFA tras vencer en la final 1-0 al Feyenoord de Róterdam, por lo que Mourinho ya ha ganado al menos un título europeo con 4 equipos diferentes: Porto, Inter, Manchester United y Roma; y de 3 países diferentes; Portugal, Italia e Inglaterra; además ya ha logrado triunfar en 3 de las 4 competiciones europeas, a falta de la Supercopa de Europa. Con este trofeo, Mourinho llega a los 26 títulos.
El 16 de enero de 2024 el equipo de la capital informa que la directiva y Mourinho deciden finalizar su vínculo, tras una derrota 1-3 contra el Milan.

### Fenerbahçe
El 2 de junio de 2024, se confirmó como nuevo entrenador del Fenerbahçe, con un contrato de dos años de duración.

## Estadísticas

### Como jugador
| Club                       | Período       | Div.          | Liga  | Liga  | Copas (2) | Copas (2) | Internacional (3) | Internacional (3) | Total (4) | Total (4) | Media goleadora |
| Club                       | Período       | Div.          | Part. | Goles | Part.     | Goles     | Part.             | Goles             | Part.     | Goles     | Media goleadora |
| -------------------------- | ------------- | ------------- | ----- | ----- | --------- | --------- | ----------------- | ----------------- | --------- | --------- | --------------- |
| G. D. R. O Sindicato       | 1979-80       | Cad.          | -     | -     | -         | -         | Inaccesibles      | Inaccesibles      | 0         | 0         | 0               |
| C. F. Os Belenenses        | 1980-81       | Juv.          | -     | -     | -         | -         | Inaccesibles      | Inaccesibles      | 0         | 0         | 0               |
| Rio Ave F. C.              | 1981-82       | Juv.          | 16    | 2     | 0+        | 0+        | Inaccesibles      | Inaccesibles      | 16        | 2         | 0.13            |
| Rio Ave F. C.              | 1981-82       | 1.ª           | -     | -     | 0+        | 0+        | -                 | -                 | 0         | 0         | 0               |
| C. F. Os Belenenses        | 1982-83       | 2.ª           | 16    | 2     | 1+        | 3+        | -                 | -                 | 17        | 5         | 0.29            |
| G. D. Sesimbra             | 1983-85       | 2.ª           | 35    | 1     | -         | -         | -                 | -                 | 35        | 1         | 0.03            |
| U. T. Lisboa               | 1984-85       | Univ.         | ?     | ?     | -         | -         | Inaccesibles      | Inaccesibles      | 0+        | 0+        | 0               |
| U. F. Comércio e Indústria | 1985-87       | 4.ª           | 27    | 8     | 0+        | 0+        | Inaccesibles      | Inaccesibles      | 27        | 8         | 0.30            |
| Total carrera              | Total carrera | Total carrera | 94    | 13    | 1+        | 3+        | 0                 | 0                 | 95+       | 16+       | 0.17            |

### Asistente
| Club            | País     | Año       | Asistente de   |
| --------------- | -------- | --------- | -------------- |
| Sporting C. P.  | Portugal | 1992-1994 | Bobby Robson   |
| F. C. Porto     | Portugal | 1994-1996 | Bobby Robson   |
| F. C. Barcelona | España   | 1996-1997 | Bobby Robson   |
| F. C. Barcelona | España   | 1997-2000 | Louis van Gaal |

### Como entrenador
| Equipo                       | Div.                | Temporada           | Liga  | Liga | Liga | Liga | Liga |       | Copa | Copa | Copa | Copa  |     | Internacional | Internacional | Internacional | Internacional | Internacional |   | Otros | Otros | Otros | Otros |     | Totales     | Totales | Totales | Totales | Totales | Totales | Totales | Totales |
| Equipo                       | Div.                | Temporada           | Part. | G    | E    | P    | Pos. | Part. | G    | E    | P    | Part. | G   | E             | P             | Pos.          | Part.         | G             | E | P     | Part. | G     | E     | P   | Rendimiento | GF      | GC      | Dif.    |         |         |         |         |
| ---------------------------- | ------------------- | ------------------- | ----- | ---- | ---- | ---- | ---- | ----- | ---- | ---- | ---- | ----- | --- | ------------- | ------------- | ------------- | ------------- | ------------- | - | ----- | ----- | ----- | ----- | --- | ----------- | ------- | ------- | ------- | ------- | ------- | ------- | ------- |
| SL Benfica Portugal          | 1.ª                 | 2000-01             | 9     | 5    | 2    | 2    | Inc. | 1     | 1    | 0    | 0    | 1     | 0   | 1             | 0             | 1.ªR          | -             | -             | - | -     | 11    | 6     | 3     | 2   | 63.64%      | 17      | 9       | +8      |         |         |         |         |
| SL Benfica Portugal          | Total               | Total               | 9     | 5    | 2    | 2    | -    | 1     | 1    | 0    | 0    | 1     | 0   | 1             | 0             | -             | -             | -             | - | -     | 11    | 6     | 3     | 2   | 63.64%      | 17      | 9       | +8      |         |         |         |         |
| UD Leiria Portugal           | 1.ª                 | 2001-02             | 19    | 9    | 7    | 3    | Inc. | 1     | 0    | 0    | 1    | -     | -   | -             | -             | -             | -             | -             | - | -     | 20    | 9     | 7     | 4   | 56.67%      | 34      | 20      | +14     |         |         |         |         |
| UD Leiria Portugal           | Total               | Total               | 19    | 9    | 7    | 3    | -    | 1     | 0    | 0    | 1    | -     | -   | -             | -             | -             | -             | -             | - | -     | 20    | 9     | 7     | 4   | 56.67%      | 34      | 20      | +14     |         |         |         |         |
| Porto Portugal               | 1.ª                 | 2001-02             | 15    | 11   | 2    | 2    | 3.º  | -     | -    | -    | -    | 4     | 1   | 0             | 3             | FG            | -             | -             | - | -     | 19    | 12    | 2     | 5   | 66.67%      | 38      | 22      | +16     |         |         |         |         |
| Porto Portugal               | 1.ª                 | 2002-03             | 34    | 27   | 5    | 2    | 1.º  | 6     | 6    | 0    | 0    | 13    | 8   | 2             | 3             | 1.º           | -             | -             | - | -     | 53    | 41    | 7     | 5   | 81.76%      | 118     | 38      | +80     |         |         |         |         |
| Porto Portugal               | 1.ª                 | 2003-04             | 34    | 25   | 7    | 2    | 1.º  | 6     | 5    | 0    | 1    | 13    | 7   | 5             | 1             | 1.º           | 2             | 1             | 0 | 1     | 55    | 38    | 12    | 5   | 76.36%      | 98      | 36      | +62     |         |         |         |         |
| Porto Portugal               | Total               | Total               | 83    | 63   | 14   | 6    | -    | 12    | 11   | 0    | 1    | 30    | 16  | 7             | 7             | -             | 2             | 1             | 0 | 1     | 127   | 91    | 21    | 15  | 77.16%      | 254     | 96      | +158    |         |         |         |         |
| Chelsea Inglaterra           | 1.ª                 | 2004-05             | 38    | 29   | 8    | 1    | 1.º  | 9     | 7    | 1    | 1    | 12    | 6   | 2             | 4             | 1/2           | -             | -             | - | -     | 59    | 42    | 11    | 6   | 77.4%       | 108     | 34      | +74     |         |         |         |         |
| Chelsea Inglaterra           | 1.ª                 | 2005-06             | 38    | 29   | 4    | 5    | 1.º  | 7     | 4    | 2    | 1    | 8     | 3   | 3             | 2             | 1/8           | 1             | 1             | 0 | 0     | 54    | 37    | 9     | 8   | 74.08%      | 96      | 34      | +62     |         |         |         |         |
| Chelsea Inglaterra           | 1.ª                 | 2006-07             | 38    | 24   | 11   | 3    | 2.º  | 13    | 11   | 2    | 0    | 12    | 7   | 3             | 2             | 1/2           | 1             | 0             | 0 | 1     | 64    | 42    | 16    | 6   | 73.96%      | 117     | 43      | +74     |         |         |         |         |
| Chelsea Inglaterra           | 1.ª                 | 2007-08             | 6     | 3    | 2    | 1    | Inc. | -     | -    | -    | -    | 1     | 0   | 1             | 0             | Inc.          | 1             | 0             | 1 | 0     | 8     | 3     | 4     | 1   | 54.17%      | 9       | 8       | +1      |         |         |         |         |
| Inter de Milán · Italia      | 1.ª                 | 2008-09             | 38    | 25   | 9    | 4    | 1.º  | 4     | 3    | 0    | 1    | 8     | 2   | 3             | 3             | 1/8           | 1             | 0             | 1 | 0     | 51    | 30    | 13    | 8   | 67.32%      | 86      | 48      | +38     |         |         |         |         |
| Inter de Milán · Italia      | 1.ª                 | 2009-10             | 38    | 24   | 10   | 4    | 1.º  | 5     | 5    | 0    | 0    | 13    | 8   | 3             | 2             | 1.º           | 1             | 0             | 0 | 1     | 57    | 37    | 13    | 7   | 72.51%      | 99      | 46      | +53     |         |         |         |         |
| Inter de Milán · Italia      | Total               | Total               | 76    | 49   | 19   | 8    | -    | 9     | 8    | 0    | 1    | 21    | 10  | 6             | 5             | -             | 2             | 0             | 1 | 1     | 108   | 67    | 26    | 15  | 70.06%      | 185     | 94      | +91     |         |         |         |         |
| Real Madrid · España         | 1.ª                 | 2010-11             | 38    | 29   | 5    | 4    | 2.º  | 9     | 7    | 1    | 1    | 12    | 8   | 3             | 1             | 1/2           | -             | -             | - | -     | 59    | 44    | 9     | 6   | 79.66%      | 148     | 43      | +105    |         |         |         |         |
| Real Madrid · España         | 1.ª                 | 2011-12             | 38    | 32   | 4    | 2    | 1.º  | 6     | 4    | 1    | 1    | 12    | 10  | 1             | 1             | 1/2           | 2             | 0             | 1 | 1     | 58    | 46    | 7     | 5   | 83.33%      | 174     | 53      | +121    |         |         |         |         |
| Real Madrid · España         | 1.ª                 | 2012-13             | 38    | 26   | 7    | 5    | 2.º  | 9     | 5    | 2    | 2    | 12    | 6   | 3             | 3             | 1/2           | 2             | 1             | 0 | 1     | 61    | 38    | 12    | 11  | 68.86%      | 153     | 72      | +81     |         |         |         |         |
| Real Madrid · España         | Total               | Total               | 114   | 87   | 16   | 11   | -    | 24    | 16   | 4    | 4    | 36    | 24  | 7             | 5             | -             | 4             | 1             | 1 | 2     | 178   | 128   | 28    | 22  | 77.15%      | 475     | 168     | +307    |         |         |         |         |
| Chelsea Inglaterra           | 1.ª                 | 2013-14             | 38    | 25   | 7    | 6    | 3.º  | 6     | 4    | 0    | 2    | 12    | 6   | 2             | 4             | 1/2           | 1             | 0             | 1 | 0     | 57    | 35    | 10    | 12  | 67.25%      | 100     | 43      | +57     |         |         |         |         |
| Chelsea Inglaterra           | 1.ª                 | 2014-15             | 38    | 26   | 9    | 3    | 1.º  | 8     | 6    | 1    | 1    | 8     | 4   | 4             | 0             | 1/8           | -             | -             | - | -     | 54    | 36    | 14    | 4   | 75.31%      | 109     | 46      | +63     |         |         |         |         |
| Chelsea Inglaterra           | 1.ª                 | 2015-16             | 16    | 4    | 3    | 9    | Inc. | 2     | 1    | 1    | 0    | 6     | 4   | 1             | 1             | Inc.          | 1             | 0             | 0 | 1     | 25    | 9     | 5     | 11  | 42.67%      | 36      | 32      | +4      |         |         |         |         |
| Chelsea Inglaterra           | Total               | Total               | 212   | 140  | 44   | 28   | -    | 45    | 33   | 7    | 5    | 59    | 30  | 16            | 13            | -             | 5             | 1             | 2 | 2     | 321   | 204   | 69    | 48  | 70.72%      | 575     | 240     | +335    |         |         |         |         |
| Manchester United Inglaterra | 1.ª                 | 2016-17             | 38    | 18   | 15   | 5    | 6.º  | 10    | 8    | 0    | 2    | 15    | 10  | 3             | 2             | 1.º           | 1             | 1             | 0 | 0     | 64    | 37    | 18    | 9   | 67.19%      | 105     | 46      | +59     |         |         |         |         |
| Manchester United Inglaterra | 1.ª                 | 2017-18             | 38    | 25   | 6    | 7    | 2.º  | 9     | 7    | 0    | 2    | 8     | 5   | 1             | 2             | 1/8           | 1             | 0             | 0 | 1     | 56    | 37    | 7     | 12  | 70.24%      | 101     | 40      | +61     |         |         |         |         |
| Manchester United Inglaterra | 1.ª                 | 2018-19             | 17    | 7    | 5    | 5    | Inc. | 1     | 0    | 1    | 0    | 6     | 3   | 1             | 2             | Inc.          | -             | -             | - | -     | 24    | 10    | 7     | 7   | 51.39%      | 38      | 35      | +3      |         |         |         |         |
| Manchester United Inglaterra | Total               | Total               | 93    | 50   | 26   | 17   | -    | 20    | 15   | 1    | 4    | 29    | 18  | 5             | 6             | -             | 2             | 1             | 0 | 1     | 144   | 84    | 32    | 28  | 65.74%      | 244     | 121     | +123    |         |         |         |         |
| Tottenham Hotspur Inglaterra | 1.ª                 | 2019-20             | 26    | 13   | 6    | 7    | 6.º  | 5     | 2    | 3    | 0    | 4     | 1   | 0             | 3             | 1/8           | -             | -             | - | -     | 35    | 16    | 9     | 10  | 54.28%      | 56      | 45      | +11     |         |         |         |         |
| Tottenham Hotspur Inglaterra | 1.ª                 | 2020-21             | 32    | 14   | 8    | 10   | Inc. | 6     | 4    | 1    | 1    | 13    | 10  | 1             | 2             | 1/8           | -             | -             | - | -     | 51    | 28    | 10    | 13  | 64.05%      | 110     | 58      | +52     |         |         |         |         |
| Tottenham Hotspur Inglaterra | Total               | Total               | 58    | 27   | 14   | 17   | -    | 11    | 6    | 4    | 1    | 17    | 11  | 1             | 5             | -             | -             | -             | - | -     | 86    | 44    | 19    | 23  | 58.52%      | 166     | 103     | +63     |         |         |         |         |
| AS Roma · Italia             | 1.ª                 | 2021-22             | 38    | 18   | 9    | 11   | 6.º  | 2     | 1    | 0    | 1    | 15    | 10  | 3             | 2             | 1.º           | -             | -             | - | -     | 55    | 29    | 12    | 14  | 60%         | 94      | 62      | +32     |         |         |         |         |
| AS Roma · Italia             | 1.ª                 | 2022-23             | 38    | 18   | 9    | 11   | 6.º  | 2     | 1    | 0    | 1    | 15    | 7   | 4             | 4             | 2.º           | -             | -             | - | -     | 55    | 26    | 13    | 16  | 55.15%      | 73      | 51      | +22     |         |         |         |         |
| AS Roma · Italia             | 1.ª                 | 2023-24             | 20    | 8    | 5    | 7    | Inc. | 2     | 1    | 0    | 1    | 6     | 4   | 1             | 1             | Inc.          | -             | -             | - | -     | 28    | 13    | 6     | 9   | 53.57%      | 46      | 30      | +16     |         |         |         |         |
| AS Roma · Italia             | Total               | Total               | 96    | 44   | 23   | 29   | -    | 6     | 3    | 0    | 3    | 36    | 21  | 8             | 7             | -             | -             | -             | - | -     | 138   | 68    | 31    | 39  | 56.77%      | 213     | 143     | +70     |         |         |         |         |
| Fenerbahçe Turquía           | 1.ª                 | 2024-25             | 36    | 26   | 6    | 4    | 2.º  | 4     | 3    | 0    | 1    | 16    | 6   | 6             | 4             | 1/8           | -             | -             | - | -     | 56    | 35    | 12    | 9   | 69.64%      | 128     | 65      | +63     |         |         |         |         |
| Fenerbahçe Turquía           | 1.ª                 | 2025-26             | 1     | 0    | 1    | 0    | -    | 0     | 0    | 0    | 0    | 2     | 1   | 0             | 1             | -             | -             | -             | - | -     | 3     | 1     | 1     | 1   | 44.44%      | 6       | 4       | +2      |         |         |         |         |
| Fenerbahçe Turquía           | Total               | Total               | 37    | 26   | 7    | 4    | -    | 4     | 3    | 0    | 1    | 18    | 7   | 6             | 5             | -             | -             | -             | - | -     | 59    | 36    | 13    | 10  | 68.36%      | 134     | 69      | +65     |         |         |         |         |
| Total en su carrera          | Total en su carrera | Total en su carrera | 797   | 500  | 172  | 125  | -    | 133   | 96   | 16   | 21   | 247   | 137 | 57            | 53            | -             | 15            | 4             | 4 | 7     | 1192  | 737   | 249   | 206 | 68.79%      | 2297    | 1063    | +1234   |         |         |         |         |
| 1. 2. 3.                     |                     |                     |       |      |      |      |      |       |      |      |      |       |     |               |               |               |               |               |   |       |       |       |       |     |             |         |         |         |         |         |         |         |

## Palmarés

### Como entrenador

#### Títulos nacionales
| Título                     | Club              | País       | Año     |
| -------------------------- | ----------------- | ---------- | ------- |
| Primeira Liga              | FC Porto          | Portugal   | 2002-03 |
| Copa de Portugal           | FC Porto          | Portugal   | 2003    |
| Primeira Liga              | FC Porto          | Portugal   | 2003-04 |
| Supercopa de Portugal      | FC Porto          | Portugal   | 2003    |
| Premier League             | Chelsea FC        | Inglaterra | 2004-05 |
| Copa de la Liga            | Chelsea FC        | Inglaterra | 2005    |
| Community Shield           | Chelsea FC        | Inglaterra | 2005    |
| Premier League             | Chelsea FC        | Inglaterra | 2005-06 |
| FA Cup                     | Chelsea FC        | Inglaterra | 2006-07 |
| Copa de la Liga            | Chelsea FC        | Inglaterra | 2007    |
| Serie A                    | Inter de Milán    | Italia     | 2008-09 |
| Supercopa de Italia        | Inter de Milán    | Italia     | 2008    |
| Serie A                    | Inter de Milán    | Italia     | 2009-10 |
| Copa Italia                | Inter de Milán    | Italia     | 2009-10 |
| Primera División de España | Real Madrid       | España     | 2011-12 |
| Copa del Rey               | Real Madrid       | España     | 2010-11 |
| Supercopa de España        | Real Madrid       | España     | 2012    |
| Premier League             | Chelsea FC        | Inglaterra | 2014-15 |
| Copa de la Liga            | Chelsea FC        | Inglaterra | 2014-15 |
| Copa de la Liga            | Manchester United | Inglaterra | 2016-17 |
| Community Shield           | Manchester United | Inglaterra | 2016    |

#### Títulos internacionales
| Título                             | Club              | País       | Año     |
| ---------------------------------- | ----------------- | ---------- | ------- |
| Liga Europa de la UEFA             | FC Porto          | Portugal   | 2002-03 |
| Liga de Campeones de la UEFA       | FC Porto          | Portugal   | 2003-04 |
| Liga de Campeones de la UEFA       | Inter de Milán    | Italia     | 2009-10 |
| Liga Europa de la UEFA             | Manchester United | Inglaterra | 2016-17 |
| Liga Europa Conferencia de la UEFA | Roma              | Italia     | 2021-22 |

### Galardones individuales
| Distinción                                             | Año                    |
| ------------------------------------------------------ | ---------------------- |
| Entrenador del Año de la Primeira Liga                 | 2003, 2004             |
| Entrenador del Año de la Premier League                | 2005, 2006, 2015       |
| Entrenador del Año de la Serie A                       | 2009, 2010             |
| Premio Panchina d'Oro – Mejor entrenador de la Serie A | 2010                   |
| Trofeo Miguel Muñoz – Mejor entrenador de La Liga      | 2011, 2012             |
| Premio Once de Oro – Mejor entrenador de Europa        | 2005                   |
| Premio World Soccer – Mejor entrenador del mundo       | 2004, 2005, 2010       |
| Premio IFFHS – Mejor entrenador del mundo              | 2004, 2005, 2010, 2012 |
| Premio UEFA – Entrenador del año                       | 2003, 2004             |
| Equipo del año UEFA                                    | 2003, 2004, 2005, 2010 |
| Equipo de la Década UEFA                               | 2011                   |
| Premio FIFA – Mejor entrenador del mundo               | 2010                   |
| Premio Globe Soccer – Entrenador del año               | 2012                   |
| Premio Four Four Two – Entrenador del año              | 2015                   |
| Premio IFFHS – Mejor entrenador del siglo XXI          | 2021                   |

#### Clasificaciones de los mejores entrenadores de todos los tiempos
| Premio          | Posición | Año  | Referencias     |
| --------------- | -------- | ---- | --------------- |
| World Soccer    | 3.º      | 2013 | [ 272 ] [ 273 ] |
| ESPN            | 9.º      | 2013 | [ 274 ] [ 275 ] |
| France Football | 13.º     | 2019 | [ 276 ] [ 277 ] |

### Condecoraciones
| Distinción                                                 | Año  |
| ---------------------------------------------------------- | ---- |
| Gran Oficial de la Orden del Infante Don Enrique           | 2005 |
| Doctor honoris causa por la Universidad Técnica de Lisboa: | 2009 |
| Medalla de oro del Mérito Turístico en Portugal            | 2011 |

## Vida privada

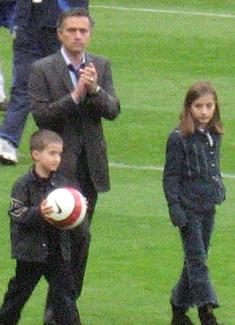
Mourinho con sus hijos.

José Mourinho está casado desde 1989 y tiene dos hijos, aunque en 2018 salieron a la luz dos posibles relaciones extraconyugales. Es licenciado en educación física y habla seis idiomas: portugués, español, inglés, francés, catalán e italiano. Es católico, prueba de ello fue la visita que hizo con varios de sus jugadores del Inter a la Ciudad del Vaticano, donde rezó durante unos minutos en la Capilla Sixtina, para posteriormente comprar treinta crucifijos distintos que regaló a jugadores y empleados del club.
Conocido por su fuerte personalidad y sus polémicas conferencias de prensa, Mourinho ha sido en distintos momentos contratado para hacer publicidad a corporaciones en Europa como Samsung, American Express o Heineken entre otras. Su biografía oficial, «José Mourinho - Made in Portugal», escrita en colaboración con el periodista portugués Louís Lourenço, fue un best seller en Portugal.
Durante los años que estuvo viviendo en Madrid, ayudó a veinte niños del Club Deportivo Canillas, equipo en el cual militó su hijo, a pagar la matrícula de inscripción, valorada en unos 600 euros cada una. Asimismo, hizo una donación de 10 000 euros e invitó a varios de los pequeños futbolistas del club y a algunos miembros del equipo técnico al partido de Liga de Campeones que enfrentó a Real Madrid y Olympique de Lyon, el 18 de octubre de 2011 en el Estadio Santiago Bernabéu.